# Robert Coleman
Robert Henry Schofield Coleman (Ballarat, Victòria, Austràlia, 1883 - Brentwood, Essex, 1 de gener de 1960) va ser un regatista britànic que va competir a començaments del segle xx.
El 1920 va prendre part en els Jocs Olímpics d'Anvers, on va guanyar la medalla d'or en els 7 metres del programa de vela, a bord de l'Ancora.
Durant la Primera Guerra Mundial havia lluitat a França. El 1919 fou recompensat amb la Creu Militar pels seus serveis.